# Benjamin Moore
Benjamin Moore FRS (14 de janeiro de 1867 – 3 de março de 1922) foi um bioquímico britânico. Foi o primeiro Professor Whitley de Bioquímica, fundador do Biochemical Journal, um dos primeiros periódicos sobre bioquímica.
Moore foi eleito fellow da Royal Society em 1912.
Moore morreu de pneumonia em Oxford em 1922.

## Obras selecionadas
- Moore B, Eadie ES, Abram JH. (1906) On the treatment of diabetes mellitus by acid extract of duodenal mucous membrane. Bio-Chem J 1: 28–38
- Moore B (1910) The Dawn of the Health Age